# يوسف الشواربة
يوسف عبد الله القبلان الشواربة (9 أغسطس 1968 -) أمين عمان الثامن والثلاثين منذ 20 أغسطس 2017. شغل سابقا منصب وزير الشؤون السياسية والبرلمانية من (19 أبريل 2016 - 29 مايو 2016) في حكومة عبدالله النسور الثانية في التعديل الوزاري الخامس.

## المؤهلات العلمية
الشواربة حاصل على المؤهلات العلمية أدناه:
- بكالوريوس قانون من جامعة عمان الاهلية - كلية الحقوق سنة 1995-1991.
- دبلوم عالي من جامعة الحكمة في الجمهورية اليمنية - كلية الحقوق سنة 2006.
- ماجستير قانون من جامعة النيلين في السودان سنة 2009.
- دكتوراه في القانون الدستوري 2015

## المناصب التي شغلها
- رئيس مجلس إدارة جريدة الدستور 2016
- وزير الشؤون السياسية والبرلمانية 2016
- نائب أمين عمان 2013-2016
- عضو اللجنة المحلية المنظمة لكأس العالم للناشآت بكرة القدم 2015-2016
- نائب رئيس مجلس إدارة المتكامله للنقل المتعدد 2013-2016
- نائب رئيس مجلس إدارة المتكاملة للبطاقات الذكية 2013-2016
- نائب رئيس هيئة المديرين في شركة التوفيق للنقل والاستثمار 2013-2016
- نائب رئيس هيئة المديرين في شركة آسيا لنقل الركاب 2013-2016
- رئيس لجنة العطاءات في امانة عمان 2013-2016
- نائب رئيس لجنة الاستثمار في امانة عمان 2016
- نائب رئيس مجلس إدارة السوق المركزي في امانة عمان 2013-2016
- عضو لجنة اعداد الخطة الوطنية لحقوق الإنسان 2014
- عضو لجنة اعداد قانون اللامركزية 2014
- رئيس اللجنة الأردنية لبناء الاجسام واللياقة البدنية 2013
- نائب رئيس الاتحاد الاسيوي لبناء الاجسام واللياقة البدنية 2013
- عضو الاتحاد العربي لبناء الاجسام واللياقة البدنية 2013
- رئيس اللجنة القانونية في امانة عمان الكبرى 2005-2006
- عضو مجلس إدارة شركة بوابة الأردن 2005-2006
- عضو لجنة التنسيق والتعاون بين مدينتي عمان ومدينة شيكاغو 2005
- عضو منتخب في مجلس امانة عمان الكبرى/ منطقة طارق 2003-2007
- رئيس نادي طارق الرياضي 2001-2006
- محامي ومستشار قانوني 1998